# Djoser
Djoser ("Manden med den gudelige krop") var den anden farao i det 3. dynasti (ca. 2690 fvt.-2670 fvt.). Farao Djoser fik først sit navn ca. 1000 år efter sin regeringstid. Han blev oprindelig kaldt Netjerichet.
Andre navne:
- Hor Netjer-I-Chet (Horus-navn fra hans pyramide)
- Djoser-Sa (Kongerække i Sethos-templet i Abydos)
- Djoser-It (Kongepapyrus Turin)
- Tosorthros (Manetho Africanus)
- Zoser (Ældre stavemåde)

Hans identitet regnes for fastslået, selv om hans navn først dukker op i senere kongerækker, mens han selv på sine monumenter altid betegner sig med Horus-navnet Netjerrichet. Hans Nebti-navn var Ntrj-ht-Nbtj. Ifølge Turin kongepapyrusen regerede han i 19 år. Han var broder til (eller søn af) Nebka, hans mor (eller bedstemor) Nimaathapu var gift med Chasechemui. Af hans familie bliver tre "kongedøtre" – Inetkaues, Hetephernebti og et ødelagt navn nævnt, af hvilke måske en var hans gemalinde. Han bliver anset for at være den egentlige grundlægger af det gamle rige. 

## Trappepyramiden
Hans gravmæle i det vestlige Memphis, måske allerede påbegyndt under Nebka, er det ældste monumentale stenbyggeri i Egypten. Over den underjordiske kongegrav hæver sig et kunstigt bjerg, bestående af seks trin med skrå ydervægge (højde 60 m, grundflade 140 x 118 m), den såkaldte trappepyramide i Sakkara. Djoser byggede åbenbart sit store gravmæle over sine forgængeres gravanlæg. I de underjordiske magasiner fandt man stenfade fra stort set alle det 1. og 2. dynastis kongegrave.
Graven er designet og foreslået af Djosers vesir Imhotep, der 2000 år efter blev ophøjet til guden Ptah, for sin arkitektur og medicinske gennembrud.
Farao Djoser lader den første af de Egyptiske pyramider bygge i Sakkara omkring 2700 fvt. Han indleder dermed de monumentale gravmælers periode. Pyramiden består af 6 skrå trin og bliver derfor kaldt for "trappepyramiden". Djosers gravkammer ligger ikke, som for eksempel i Kheopspyramiden, i selve stenbygningen, men i jorden dybt under pyramiden. Det er blevet plyndret af gravrøvere. Til byggeriet blev der anvendt store stenblokke, der sikrede bygningens stabilitet. Her blev der for første gang opstillet legemsstore statuer. Væggene var oprindeligt malede så de lignede træ. I alt er der over 402 rum.